# Thể thao điện tử tại Đại hội Thể thao châu Á 2022 – PUBG Mobile
Nội dung thi đấu PUBG Mobile phiên bản Đại hội Thể thao châu Á 2022 tại Đại hội Thể thao châu Á 2022 diễn ra từ ngày 27 tháng 9 đến ngày 01 tháng 10 năm 2023 tại Hàng Châu, Trung Quốc.

## Phiên bản Đại hội Thể thao châu Á 2022
Khác với PUBG Mobile phiên bản thông thường, phiên bản được sử dụng để thi đấu tại Đại hội Thể thao châu Á 2022 mang tên Bắn súng địa hình, sẽ tận dụng và kết hợp nhiều trải nghiệm trong trò chơi như bắn súng mục tiêu và đua xe. Lối chơi cổ điển của PUBG Mobile kết hợp các yếu tố trong các bộ môn thể thao cạnh tranh giống như ba môn phối hợp, tạo nên một nội dung thi đấu Thể thao điện tử phù hợp với tinh thần thể thao và tầm nhìn Thế vận hội, giảm đi những yếu tố bạo lực.
"Chúng tôi không thể đưa vào chương trình Olympic một trò chơi mang yếu tố thúc đẩy bạo lực hoặc phân biệt đối xử. Một số trò chơi còn theo dạng sát thủ. Theo quan điểm của chúng tôi, những điều này mâu thuẫn sâu sắc với giá trị Olympic và do đó không thể được chấp nhận" - Thomas Bach, Chủ tịch Ủy ban Olympic Quốc tế, nói về sự thay đổi của PUBG Mobile ở phiên bản Đại hội Thể thao châu Á 2022 cũng như khả năng xuất hiện của các môn Thể thao điện tử tại chương trình Olympic.

## Quốc gia tham dự
Sẽ có tổng cộng 21 quốc gia tham gia thi đấu nội dung PUBG Mobile môn Thể thao điện tử tại Đại hội thể thao châu Á 2022:
- Ả Rập Xê Út
- Đài Bắc Trung Hoa
- Hàn Quốc
- Hồng Kông
- Indonesia
- Jordan
- Kazakhstan
- Lào
- Ma Cao
- Maldives
- Mông Cổ
- Myanmar
- Nepal
- Nhật Bản
- Palestine
- Philippines
- Sri Lanka
- Thái Lan
- Trung Quốc
- Uzbekistan
- Việt Nam

## Thể thức thi đấu
Mỗi trận đấu sẽ bao gồm 4 đội tuyển đến từ 4 quốc gia khác nhau, mỗi đội tuyển bao gồm 4 vận động viên tham gia thi đấu. Mỗi trận đấu sẽ bao gồm 4 lượt đấu. Mỗi lượt đấu sẽ có thời gian thi đấu tối đa là 30 phút. Đội tuyển có tổng thời gian hoàn thành của 4 lượt đấu sớm hơn sẽ giành được thứ hạng cao hơn.
Trong mỗi lượt đấu, sẽ xuất hiện 10 điểm hướng dẫn, các vận động viên cần phải đi qua 10 điểm hướng dẫn. Ngoài ra, trên đường đi sẽ xuất hiện những mục tiêu, các vận động viên có thể bắn những mục tiêu để tăng tốc độ di chuyển. Sau khi đi qua 10 điểm hướng dẫn, các đội tuyển sẽ đến khu vực bắn mục tiêu, tại đây, các đội tuyển sẽ có nhiệm vụ bắn các mục tiêu để đạt được đủ số điểm yêu cầu, số điểm sẽ thay đổi dựa theo từng vòng đấu.
| Lượt đấu | Điểm     |
| -------- | -------- |
| Lượt 1   | 300 điểm |
| Lượt 2   | 400 điểm |
| Lượt 3   | 500 điểm |

Sau khi hoàn thành nhiệm vụ bắn mục tiêu, các đội tuyển cũng cần điều khiển phương tiện về đích để hoàn thành cuộc đua. Thời gian hoàn thành ván đấu được tính khi vận động viên cuối cùng của đội vượt qua vạch đích.

## Vòng Sơ loại
- Thể thức:
  - Các quốc gia không tham gia giải đấu RDAG sẽ tham gia thi đấu ở Vòng sơ loại.
  - 2 đội đứng đầu sẽ đi tiếp vào Vòng loại 1.
  - Các đội còn lại sẽ tham gia thi đấu ở Vòng loại 2.

| Đội tuyển | Lượt 1       | Lượt 2       | Lượt 3       | Lượt 4       | Tổng         | Kết quả     |
| --------- | ------------ | ------------ | ------------ | ------------ | ------------ | ----------- |
| Nhật Bản  | 00:12:38.885 | 00:11:20.251 | 00:12:56.686 | 00:11:40.336 | 00:48:36.158 | Vòng loại 1 |
| Mông Cổ   | 00:14:51.591 | 00:14:36.586 | 00:16:34.085 | 00:15:07.723 | 01:01:09.985 | Vòng loại 1 |
| Maldives  | 00:15:48.209 | 00:15:16.851 | 00:16:08.635 | 00:14:57.855 | 01:02:11.550 | Vòng loại 2 |

Nguồn : AESF

## Vòng loại 1
- Thể thức:
  - 16 quốc gia sẽ được chia đều thành 4 bảng đấu, mỗi bảng 4 đội.
  - Các đội đứng đầu của mỗi bảng và đội đứng thứ 2 có thành tích tốt nhất sẽ đi tiếp vào Vòng loại trực tiếp.
  - 11 đội còn lại sẽ tham gia thi đấu ở Vòng loại 2.

### Bảng A
| Thứ tự | Đội tuyển  | Lượt 1      | Lượt 2      | Lượt 3      | Lượt 4      | Tổng        | Kết quả             |
| ------ | ---------- | ----------- | ----------- | ----------- | ----------- | ----------- | ------------------- |
| 1      | Hồng Kông  | 00:12:39.87 | 00:11:43.87 | 00:13:03.48 | 00:11:25.25 | 00:48:52.46 | Vòng loại trực tiếp |
| 2      | Uzbekistan | 00:15:38.16 | 00:14:26.64 | 00:15:51.29 | 00:14:55.32 | 01:00:51.40 | Vòng loại 2         |
| 3      | Lào        | 00:15:26.50 | 00:15:10.56 | 00:16:44.85 | 00:15:09.37 | 01:02:31.27 | Vòng loại 2         |
| 4      | Jordan     | 00:23:26.00 | 00:14:23.44 | 00:15:38.34 | 00:14:53.83 | 01:08:21.61 | Vòng loại 2         |

Nguồn : AESF

### Bảng B
| Thứ tự | Đội tuyển         | Lượt 1      | Lượt 2      | Lượt 3      | Lượt 4      | Tổng        | Kết quả             |
| ------ | ----------------- | ----------- | ----------- | ----------- | ----------- | ----------- | ------------------- |
| 1      | Đài Bắc Trung Hoa | 00:12:12.58 | 00:11:38.48 | 00:12:44.45 | 00:11:45.54 | 00:48:21.05 | Vòng loại trực tiếp |
| 2      | Sri Lanka         | 00:15:10.47 | 00:13:37.62 | 00:14:46.92 | 00:13:58.25 | 00:57:33.25 | Vòng loại 2         |
| 3      | Philippines       | 00:16:25.37 | 00:14:56.47 | 00:15:22.72 | 00:16:04.09 | 01:02:48.64 | Vòng loại 2         |
| 4      | Ma Cao            | 00:16:23.52 | 00:14:33.15 | 00:17:20.43 | 00:16:33.04 | 01:04:50.14 | Vòng loại 2         |

Nguồn : AESF

### Bảng C
| Thứ tự | Đội tuyển | Lượt 1      | Lượt 2      | Lượt 3      | Lượt 4      | Tổng        | Kết quả             |
| ------ | --------- | ----------- | ----------- | ----------- | ----------- | ----------- | ------------------- |
| 1      | Hàn Quốc  | 00:12:23.56 | 00:10:48.27 | 00:12:54.09 | 00:11:22.55 | 00:47:28.47 | Vòng loại trực tiếp |
| 2      | Nepal     | 00:13:25.55 | 00:11:55.98 | 00:14:17.32 | 00:12:41.18 | 00:52:20.03 | Vòng loại trực tiếp |
| 3      | Việt Nam  | 00:13:55.12 | 00:13:00.76 | 00:14:32.16 | 00:13:35.54 | 00:55:03.59 | Vòng loại 2         |
| 4      | Mông Cổ   | 00:15:45.60 | 00:14:17.13 | 00:16:14.55 | 00:16:57.02 | 01:03:14.30 | Vòng loại 2         |

Nguồn : AESF

### Bảng D
| Thứ tự | Đội tuyển   | Lượt 1      | Lượt 2      | Lượt 3      | Lượt 4      | Tổng        | Kết quả             |
| ------ | ----------- | ----------- | ----------- | ----------- | ----------- | ----------- | ------------------- |
| 1      | Indonesia   | 00:13:56.78 | 00:12:04.84 | 00:13:51.69 | 00:12:24.27 | 00:52:17.58 | Vòng loại trực tiếp |
| 2      | Nhật Bản    | 00:13:36.56 | 00:12:43.82 | 00:13:47.97 | 00:12:51.63 | 00:52:59.96 | Vòng loại 2         |
| 3      | Myanmar     | 00:15:42.73 | 00:14:02.47 | 00:16:02.53 | 00:15:05.16 | 01:00:52.89 | Vòng loại 2         |
| 4      | Ả Rập Xê Út | 00:15:52.47 | 00:15:30.75 | 00:16:27.62 | 00:16:18.65 | 01:04:09.49 | Vòng loại 2         |

Nguồn : AESF

### Bảng xếp hạng các đội đứng thứ hai
| Thứ tự | Đội tuyển  | Thành tích  | Kết quả             |
| ------ | ---------- | ----------- | ------------------- |
| 1      | Nepal      | 00:52:20.03 | Vòng loại trực tiếp |
| 2      | Nhật Bản   | 00:52:59.96 | Vòng loại 2         |
| 3      | Sri Lanka  | 00:57:33.25 | Vòng loại 2         |
| 4      | Uzbekistan | 01:00:51.40 | Vòng loại 2         |

## Vòng loại 2
- Thế thức:
  - 12 quốc gia sẽ được chia đều thành 3 bảng đấu, mỗi bảng 4 đội.
  - 2 đội đứng đầu của mỗi bảng và đội đứng thứ 3 có thành tích tốt nhất sẽ đi tiếp vào Vòng loại trực tiếp.
  - 5 đội còn lại sẽ bị loại.

### Bảng A
| Thứ tự | Đội tuyển   | Lượt 1      | Lượt 2      | Lượt 3      | Lượt 4      | Tổng        | Kết quả             |
| ------ | ----------- | ----------- | ----------- | ----------- | ----------- | ----------- | ------------------- |
| 1      | Nhật Bản    | 00:12:48.77 | 00:12:01.38 | 00:13:22.95 | 00:12:01.30 | 00:50:14.40 | Vòng loại trực tiếp |
| 2      | Philippines | 00:14:57.05 | 00:14:44.95 | 00:16:12.97 | 00:14:17.74 | 01:00:12.71 | Vòng loại trực tiếp |
| 3      | Lào         | 00:15:27.11 | 00:14:10.65 | 00:14:10.65 | 00:14:29.53 | 01:00:56.23 | Vòng loại trực tiếp |
| 4      | Maldives    | 00:17:18.48 | 00:15:00.82 | 00:17:55.28 | 00:15:36.45 | 01:05:51.03 | Bị loại             |

### Bảng B
| Thứ tự | Đội tuyển | Lượt 1      | Lượt 2      | Lượt 3      | Lượt 4      | Tổng        | Kết quả             |
| ------ | --------- | ----------- | ----------- | ----------- | ----------- | ----------- | ------------------- |
| 1      | Việt Nam  | 00:13:56.80 | 00:13:01.90 | 00:13:53.04 | 00:13:42.59 | 00:54:34.33 | Vòng loại trực tiếp |
| 2      | Myanmar   | 00:15:10.75 | 00:14:18.10 | 00:15:28.25 | 00:14:26.43 | 00:59:23.53 | Vòng loại trực tiếp |
| 3      | Jordan    | 00:15:32.24 | 00:14:09.28 | 00:16:37.17 | 00:15:24.10 | 01:01:42.78 | Bị loại             |
| 4      | Mông Cổ   | 00:16:08.88 | 00:16:15.37 | 00:17:02.08 | 00:16:41.23 | 01:06:07.56 | Bị loại             |

### Bảng C
| Thứ tự | Đội tuyển   | Lượt 1      | Lượt 2      | Lượt 3      | Lượt 4      | Tổng        | Kết quả             |
| ------ | ----------- | ----------- | ----------- | ----------- | ----------- | ----------- | ------------------- |
| 1      | Ả Rập Xê Út | 00:15:47.86 | 00:14:52.86 | 00:16:26.53 | 00:15:48.46 | 01:02:55.71 | Vòng loại trực tiếp |
| 2      | Sri Lanka   | 00:15:51.64 | 00:16:18.85 | 00:16:35.29 | 00:15:06.65 | 01:03:52.44 | Vòng loại trực tiếp |
| 3      | Ma Cao      | 00:16:12.21 | 00:15:43.17 | 00:17:12.14 | 00:15:53.78 | 01:05:01.29 | Bị loại             |
| 4      | Uzbekistan  | 00:16:58.66 | 00:15:13.27 | 00:17:03.98 | 00:16:02.88 | 01:05:18.78 | Bị loại             |

### Bảng xếp hạng các đội đứng thứ ba
| Thứ tự | Đội tuyển | Thành tích  | Kết quả             |
| ------ | --------- | ----------- | ------------------- |
| 1      | Lào       | 01:00:56.23 | Vòng loại trực tiếp |
| 2      | Jordan    | 01:01:42.78 | Bị loại             |
| 3      | Ma Cao    | 01:05:01.29 | Bị loại             |

## Vòng loại trực tiếp
- Thể thức:
  - 16 quốc gia sẽ được chia đều thành 4 bảng đấu, mỗi bảng 4 đội.
  - 4 đội vô địch khu vực của giải đấu RDAG sẽ được chia vào 4 bảng khác nhau.
  - 2 đội đứng đầu của mỗi bảng sẽ đi tiếp vào Vòng Bán kết.
  - 8 đội còn lại bị loại.

### Bảng A
| Thứ tự | Đội tuyển   | Lượt 1       | Lượt 2       | Lượt 3       | Lượt 4       | Tổng         | Kết quả      |
| ------ | ----------- | ------------ | ------------ | ------------ | ------------ | ------------ | ------------ |
| 1      | Hàn Quốc    | 00:11:49.437 | 00:11:17.355 | 00:12:41.230 | 00:11:12.255 | 00:47:00.277 | Vòng Bán kết |
| 2      | Thái Lan    | 00:14:11.725 | 00:12:16.366 | 00:14:20.110 | 00:12:42.085 | 00:53:30.286 | Vòng Bán kết |
| 3      | Myanmar     | 00:14:45.920 | 00:13:15.059 | 00:15:38.997 | 00:14:42.368 | 00:58:22.344 | Bị loại      |
| 4      | Philippines | 00:14:59.359 | 00:14:21.912 | 00:16:07.690 | 00:16:04.176 | 01:01:33.137 | Bị loại      |

### Bảng B
| Thứ tự | Đội tuyển         | Lượt 1       | Lượt 2       | Lượt 3       | Lượt 4       | Tổng         | Kết quả      |
| ------ | ----------------- | ------------ | ------------ | ------------ | ------------ | ------------ | ------------ |
| 1      | Trung Quốc        | 00:12:25.340 | 00:11:39.688 | 00:13:15.353 | 00:11:51.402 | 00:49:11.783 | Vòng Bán kết |
| 2      | Đài Bắc Trung Hoa | 00:12:40.545 | 00:11:56.800 | 00:13:18.756 | 00:12:14.736 | 00:50:10.837 | Vòng Bán kết |
| 3      | Việt Nam          | 00:13:47.779 | 00:12:59.992 | 00:14:34.476 | 00:13:38.097 | 00:55:00.344 | Bị loại      |
| 4      | Lào               | 00:14:31.284 | 00:13:48.733 | 00:15:36.317 | 00:16:23.620 | 01:00:19.954 | Bị loại      |

### Bảng C
| Thứ tự | Đội tuyển   | Lượt 1       | Lượt 2       | Lượt 3       | Lượt 4       | Tổng         | Kết quả      |
| ------ | ----------- | ------------ | ------------ | ------------ | ------------ | ------------ | ------------ |
| 1      | Hồng Kông   | 00:13:06.674 | 00:12:11.834 | 00:13:12.187 | 00:12:39.288 | 00:51:09.983 | Vòng Bán kết |
| 2      | Nepal       | 00:13:46.842 | 00:12:57.968 | 00:13:59.575 | 00:13:20.457 | 00:54:04.842 | Vòng Bán kết |
| 3      | Palestine   | 00:14:50.177 | 00:14:03.675 | 00:16:40.886 | 00:15:14.789 | 01:00:49.527 | Bị loại      |
| 4      | Ả Rập Xê Út | 00:16:41.758 | 00:14:56.734 | 00:17:16.735 | 00:14:50.475 | 01:03:45.702 | Bị loại      |

### Bảng D
| Thứ tự | Đội tuyển  | Lượt 1       | Lượt 2       | Lượt 3       | Lượt 4       | Tổng         | Kết quả      |
| ------ | ---------- | ------------ | ------------ | ------------ | ------------ | ------------ | ------------ |
| 1      | Nhật Bản   | 00:13:35.361 | 00:12:37.591 | 00:13:39.003 | 00:12:55.442 | 00:52:47.697 | Vòng Bán kết |
| 2      | Indonesia  | 00:13:17.950 | 00:12:46.191 | 00:14:41.213 | 00:13:34.506 | 00:54:19.860 | Vòng Bán kết |
| 3      | Sri Lanka  | 00:16:27.673 | 00:14:16.290 | 00:15:42.221 | 00:14:15.583 | 01:00:41.767 | Bị loại      |
| 4      | Kazakhstan | 00:16:04.475 | 00:14:04.816 | 00:16:22.991 | 00:16:48.548 | 01:03:20.830 | Bị loại      |

## Vòng Bán kết
- Thể thức:
  - 8 quốc gia sẽ được chia đều thành 2 bảng đấu dựa trên thành tích ở Vòng loại trực tiếp, mỗi bảng 4 đội.
  - 2 đội đứng đầu của mỗi bảng sẽ đi tiếp vào Vòng Chung kết.
  - 4 đội còn lại bị loại.

### Bảng A
| Thứ tự | Đội tuyển         | Lượt 1       | Lượt 2       | Lượt 3       | Lượt 4       | Tổng         | Kết quả        |
| ------ | ----------------- | ------------ | ------------ | ------------ | ------------ | ------------ | -------------- |
| 1      | Hàn Quốc          | 00:12:45.360 | 00:11:46.967 | 00:13:37.176 | 00:12:27.648 | 00:50:37.151 | Vòng Chung kết |
| 2      | Đài Bắc Trung Hoa | 00:13:04.692 | 00:12:22.081 | 00:14:13.235 | 00:12:39.385 | 00:52:19.393 | Vòng Chung kết |
| 3      | Nepal             | 00:13:39.230 | 00:13:04.658 | 00:14:21.773 | 00:13:27.685 | 00:54:33.346 | Bị loại        |
| 4      | Nhật Bản          | 00:13:54.544 | 00:12:28.316 | 00:14:48.761 | 00:13:30.910 | 00:54:42.531 | Bị loại        |

### Bảng B
| Thứ tự | Đội tuyển  | Lượt 1       | Lượt 2       | Lượt 3       | Lượt 4       | Tổng         | Kết quả        |
| ------ | ---------- | ------------ | ------------ | ------------ | ------------ | ------------ | -------------- |
| 1      | Trung Quốc | 00:12:16.986 | 00:12:02.109 | 00:13:32.141 | 00:12:25.524 | 00:50:16.760 | Vòng Chung kết |
| 2      | Indonesia  | 00:12:46.889 | 00:12:48.228 | 00:13:41.212 | 00:13:05.015 | 00:52:21.344 | Vòng Chung kết |
| 3      | Thái Lan   | 00:13:33.368 | 00:12:50.249 | 00:14:44.444 | 00:14:28.675 | 00:55:36.736 | Bị loại        |
| 4      | Hồng Kông  | 00:24:17.849 | 00:12:37.465 | 00:14:32.655 | 00:13:20.023 | 01:04:47.992 | Bị loại        |

## Vòng Chung kết
| Thứ tự | Đội tuyển         | Lượt 1       | Lượt 2       | Lượt 3       | Lượt 4       | Tổng         | Kết quả         |
| ------ | ----------------- | ------------ | ------------ | ------------ | ------------ | ------------ | --------------- |
| 1      | Trung Quốc        | 00:11:09.819 | 00:10:35.492 | 00:11:50.656 | 00:11:00.976 | 00:44:36.943 | Huy chương vàng |
| 2      | Hàn Quốc          | 00:12:32.087 | 00:12:18.593 | 00:13:44.405 | 00:11:49.954 | 00:50:25.039 | Huy chương bạc  |
| 3      | Đài Bắc Trung Hoa | 00:12:51.929 | 00:12:15.170 | 00:13:37.000 | 00:12:20.046 | 00:51:04.145 | Huy chương đồng |
| 4      | Indonesia         | 00:13:20.198 | 00:12:35.005 | 00:14:14.755 | 00:13:12.495 | 00:53:22.453 |                 |

## Danh sách huy chương
|           | Vàng                                                                           | Bạc                                                                                          | Đồng                                                                                                  |
| --------- | ------------------------------------------------------------------------------ | -------------------------------------------------------------------------------------------- | --- |
| Đội tuyển | Trung Quốc · Zhu Bocheng · Zhang Jianhui · Liu Yunyu · Huang Can · Chen Yumeng | Hàn Quốc · Park Sang-cheol · Kwon Soon-bin · Kim Dong-hyeon · Kim Sung-hyun · Choi Young-jae | Đài Bắc Trung Hoa · Wang Chin-hung · Chiang Chien-ting · Wang Bo-zhi · Chen Hung-ming · Tsai Cheng-fu |

## Thứ hạng chung cuộc
| Thứ hạng | Đội tuyển         |
| -------- | ----------------- |
| 1        | Trung Quốc        |
| 2        | Hàn Quốc          |
| 3        | Đài Bắc Trung Hoa |
| 4        | Indonesia         |
| 5–6      | Nepal             |
| 5–6      | Thái Lan          |
| 7–8      | Nhật Bản          |
| 7–8      | Hồng Kông         |
| 9–12     | Myanmar           |
| 9–12     | Việt Nam          |
| 9–12     | Palestine         |
| 9–12     | Sri Lanka         |
| 13–16    | Philippines       |
| 13–16    | Lào               |
| 13–16    | Ả Rập Xê Út       |
| 13–16    | Kazakhstan        |
| 17–18    | Jordan            |
| 17–18    | Ma Cao            |
| 19–21    | Maldives          |
| 19–21    | Mông Cổ           |
| 19–21    | Uzbekistan        |